# Heer en Keer
Pour les articles homonymes, voir Heer.
Heer en Keer est une ancienne commune néerlandaise du Limbourg néerlandais.
La commune était composée des deux villages de Heer et de Keer. Au début du XIXe siècle, Keer formait une seule agglomération avec Cadier. Afin d'optimiser l'organisation territoriale, la commune de Heer en Keer fut scindée en deux le 5 août 1828 :
- Heer, à l'ouest, devenait une commune indépendante (jusqu'en 1970)
- Keer, à l'est, allait former une nouvelle commune avec Cadier et Sint Antoniusbank, sous le nom de Cadier en Keer.

## Histoire
L'origine du village de Heer est peu documenté. Le nom signifierait « crête de sable ». Cette même origine se retrouverait dans le nom de Borgharen. Heer est mentionnée pour la première fois en 1202 (Here). Cependant, il semble que dès l’époque romaine, tous les sols en lœss dans le sud du Limbourg était cultivé et même près de trajectum ad Mosam et situé directement sur la voie romaine de Maastricht Aix-la-Chapelle.
Jusqu'à la période française, Heer faisait partie des bancs de Saint-Servais, relevant de la compétence du chapitre de Saint-Servais. La première église date probablement du début du Moyen Âge. En 1786, il a été décidé de démolir l'ancienne église délabrée et de la remplacer par une nouvelle de l'architecte Mathias Soiron. La tour de l'ancienne église du Xe siècle a été conservée. En 1890, celle-ci devait être restauré, mais pendant les travaux de fondation elle s'est écroulée. L'église du XVIIIe siècle est devenue, après la consécration de la nouvelle église en 1905, une école.
En août 1828, la commune fut scindée en deux. Les municipalités créées sont : Heer et Cadier en Keer.

## Sources
- (nl) Cet article est partiellement ou en totalité issu de l’article de Wikipédia en néerlandais intitulé « Heer (Maastricht) » (voir la liste des auteurs).